# Greenville, Michigan
Greenville är en ort i Montcalm County i delstaten Michigan, USA.